# Nularvik River
Der Nularvik River ist ein 32 km langer rechter Nebenfluss des Katakturuk River im Bereich der North Slope im Nordosten des US-Bundesstaats Alaska.

## Verlauf
Der Nularvik River entspringt zentral im Gebirgszug der Sadlerochit Mountains auf einer Höhe von etwa 1200 m. Die Sadlerochit Mountains bilden einen der Brookskette nördlich vorgelagerten Gebirgszug. Der Nularvik River durchfließt in einem weiten Linksbogen das Gebirge, anfangs ein kurzes Stück nach Süden, dann in Richtung Südosten und schließlich nach Norden. Bei Flusskilometer 20 erreicht der Fluss das Küstentiefland. Der Nularvik River durchquert im Unterlauf die arktische Küstentundra. Er bildet nun einen  verflochtenen Fluss. Der Nularvik River fließt noch 4,5 km in nördlicher Richtung. Im Anschluss fließt er etwa 5 Kilometer nach Westen, dann 4 Kilometer nach Norden, 4,5 km in Richtung Westnordwest und schließlich knapp 2 Kilometer in Richtung Nordnordwest. Der Nularvik River mündet auf einer Höhe von 203 m in den weiter westlich verlaufenden Katakturuk River.

## Einzugsgebiet
Das etwa 120 km² große Einzugsgebiet des Nularvik River befindet sich im Arctic National Wildlife Refuge. Es grenzt im Osten an das Einzugsgebiet des Marsh Creek, im Südosten und im Süden an das des Sadlerochit River sowie im Südwesten und im Westen an das des oberstrom gelegenen Katakturuk River.

## Namensgebung
Der von den Eskimo stammende Flussname wurde 1956 von Orth gemeldet. Der Name bedeutet „Stelle, an der ein Zelt stand“.